# Acandona
Acandona is een geslacht van kreeftachtigen uit de klasse van de Ostracoda (mosselkreeftjes).

## Soorten
- Acandona admirato Karanovic, 2003
- Acandona memoria Karanovic, 2003